# Susan Solomon

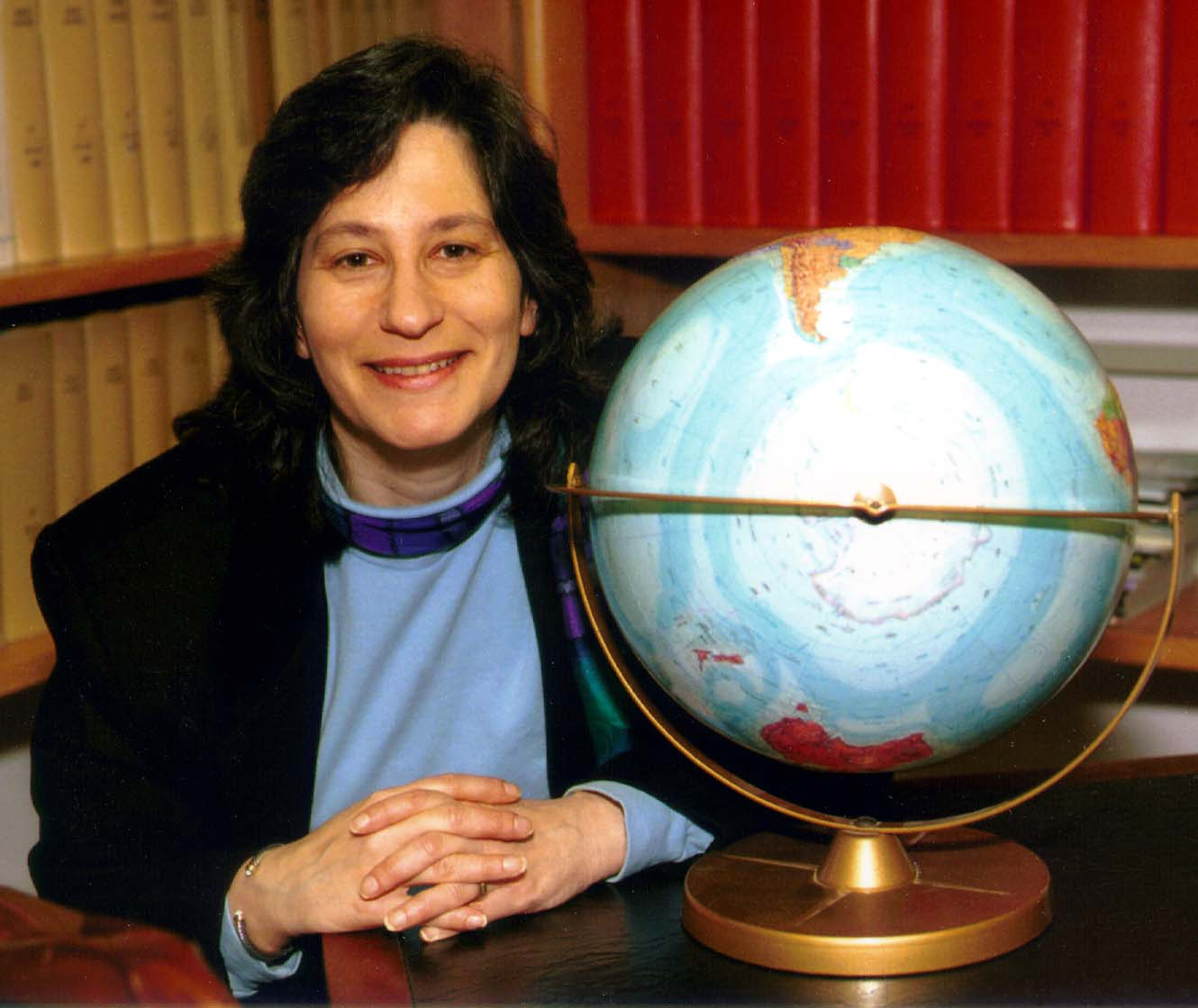
Susan Solomon (2004)

Susan Solomon (* 19. Januar 1956 in Chicago) ist eine US-amerikanische Atmosphärenchemikerin. Sie war von 1981 bis 1996 bei der Wetter- und Ozeanografiebehörde der Vereinigten Staaten tätig und ist seit 2012 Professorin am Massachusetts Institute of Technology, bis 2016 für Atmosphärenchemie und Klimawissenschaften, seitdem für Umweltwissenschaften. Sie wurde für ihre Arbeit 1999 mit der National Medal of Science ausgezeichnet.

## Leben
Solomon erhielt 1977 ihren Bachelorabschluss am Illinois Institute of Technology und promovierte dann 1981 an der University of California, Berkeley in Atmosphärenchemie.
Von 1982 bis 2011 war sie außerordentliche Professorin an der University of Colorado in Boulder, wo sie ebenfalls für die Nationale Ozean- und Atmosphärenbehörde NOOA arbeitete. In den Jahren 1986 und 1987 war Solomon Leiterin des Forschungsprojekts „National Ozone Expedition“ in der antarktischen McMurdo-Station. Im Zuge dieser Forschungen wies sie als eine der ersten auf den Zusammenhang zwischen Fluorchlorkohlenwasserstoffen und dem Ozonloch hin. Ihre Arbeit waren eine der Grundlagen für das Montreal-Protokoll.
Wegen ihrer Forschungen zum Ozonabbau wurde Solomon in das Intergovernmental Panel on Climate Change berufen. Im Jahr 2007 war sie als Co-Chair der Arbeitsgruppe I „The Physical Science Basis“ in verantwortlicher Position an der Erstellung des Vierten Sachstandsberichts beteiligt. Sie war die erste Frau, die eine Führungsrolle im IPCC innehatte.
Seit 2012 lehrt Solomon am Massachusetts Institute of Technology Atmosphärenchemie und Umweltwissenschaften. Sie ist außerdem seit 1982 Adjunct Professor an der University of Colorado at Boulder.
Solomon geht davon aus, dass sich die Klimakrise nur überwinden lasse, wenn der Wunsch nach Veränderung von der Öffentlichkeit und nicht von der Politik ausgehe: „Ich denke, man muss realistisch sein und Regierungen können in einer Frage wie dieser, die alle so sehr betrifft, niemals der öffentlichen Meinung voraus sein.“

## Ehrungen
1985 wurde sie mit der James B. Macelwane Medal ausgezeichnet. Die National Medal of Science erhielt sie 2000 für ihre Schlüsselerkenntnisse zur Erklärung der Ursache des Ozonlochs über der Antarktis. Sie wurde 2008 mit der Grande médaille de l’Académie des sciences ausgezeichnet und dem Volvo Environment Prize in 2009. Im Jahr 2012 erhielt sie den BBVA Foundation Frontiers of Knowledge Award in der Kategorie Klimawandel. Die National Academy of Sciences zeichnete sie 2017 mit dem Arthur-L.-Day-Preis aus für ihre langjährige führende Rolle in der Atmosphärenchemie und der Erforschung des Klimawandels sowie ihren bahnbrechenden Beitrag zur Beschreibung der stratosphärischen Ozon-Prozesse (→ Ozonloch). Im Jahr 2018 wurde sie als Bakerian Lecturer ausgewählt und sie erhielt den Crafoord-Preis. Für 2021 wurde Solomon der NAS Award for Chemistry in Service to Society zugesprochen.
Solomon wurde 1992 in die National Academy of Sciences, 1993 in die American Academy of Arts and Sciences, 1995 in die Académie des sciences, 1999 in die Academia Europaea und 2008 in die Royal Society sowie die American Philosophical Society gewählt. Papst Franziskus ernannte sie 2021 zum ordentlichen Mitglied der Päpstlichen Akademie der Wissenschaften.
Ihr zu Ehren sind in der Antarktis der Solomon-Gletscher und mittelbar der Solomon Saddle nach ihr benannt.

## Werke
- Susan Solomon, The Coldest March: Scott`s Fatal Antarctic Expedition, Yale University Press, 2001, ISBN 978-0-300-08967-7
- Susan Solomon, Solvable: How We Healed the Earth, and How We Can Do It Again, University of Chicago Press, Chicago, 2024, ISBN 978-0-226-82793-3